# 苺野あいす
苺野 あいす（いちごの あいす）は日本の女性声優。主にアダルトゲームに声をあてている。

## 出演作品
太字は主役・メインキャラクター

### ゲーム

#### 2003年
- 乳辱遊戯（栗林 和泉）

#### 2006年
- 妹逆レイプ 〜淫らなつぼみの誘い〜（柊 舞香）
- 巨乳天使フレイティア（クルリ）
- Palaphilia 〜ペット志願〜
- まいしすっ!☆トゥインクル（小森 綾乃）
- メイでぃ! 〜ご主人様は同級生〜（霜月 三代）

#### 2007年
- 乳いぢめ -爆乳姉妹狂宴譚-（加賀野 琴音）
- TRIANGLE
- Hide Mind（沢渡 加奈）

#### 2008年
- イヌミミバーサク（祠島 タタラ）
- My Sweet Home マイスイートホーム（澤崎 伊緒）

| スタブアイコン | サブスタブ | この項目は、まだ閲覧者の調べものの参照としては役立たない、人物に関連した書きかけの項目です。この項目を加筆・訂正などしてくださる協力者を求めています（P:人物伝/PJ:人物伝）。 |